# Berner Sport Club Young Boys 2017-2018
Questa voce raccoglie le informazioni riguardanti il Berner Sport Club Young Boys nelle competizioni ufficiali della stagione 2017-2018.

## Stagione
Nella stagione 2017-2018 lo Young Boys, allenato da Adi Hütter, concluse il campionato di Super League al 1º posto. In Coppa Svizzera lo Young Boys perse la finale con il Zurigo. In Champions League lo Young Boys fu eliminato ai playoff dal CSKA Mosca. In Europa League lo Young Boys fu eliminato nella fase a gironi.

## Rosa
| N. |                           | Ruolo | Calciatore          |
| -- | ------------------------- | ----- | ------------------- |
| 1  | Svizzera (bandiera)       | P     | Marco Wölfli        |
| 4  | Svizzera (bandiera)       | D     | Marco Bürki         |
| 5  | Svizzera (bandiera)       | D     | Steve von Bergen    |
| 6  | Svizzera (bandiera)       | C     | Leonardo Bertone    |
| 7  | Serbia (bandiera)         | C     | Miralem Sulejmani   |
| 8  | Svizzera (bandiera)       | C     | Djibril Sow         |
| 13 | Camerun (bandiera)        | C     | Moumi Ngamaleu      |
| 16 | Svizzera (bandiera)       | C     | Christian Fassnacht |
| 17 | Costa d'Avorio (bandiera) | A     | Roger Assalé        |
| 18 | Camerun (bandiera)        | A     | Jean-Pierre Nsame   |
| 19 | Austria (bandiera)        | C     | Thorsten Schick     |
| 20 | Svizzera (bandiera)       | C     | Michel Aebischer    |
| 22 | Svizzera (bandiera)       | D     | Gregory Wüthrich    |

| N. |                           | Ruolo | Calciatore          |
| -- | ------------------------- | ----- | ------------------- |
| 23 | Svizzera (bandiera)       | D     | Loris Benito        |
| 24 | Ghana (bandiera)          | D     | Kasim Nuhu          |
| 26 | Svizzera (bandiera)       | P     | David von Ballmoos  |
| 27 | Svizzera (bandiera)       | C     | Pedro Teixeira      |
| 29 | Svizzera (bandiera)       | D     | Jordan Lotomba      |
| 30 | Francia (bandiera)        | P     | Alexandre Letellier |
| 35 | Costa d'Avorio (bandiera) | C     | Sekou Junior Sanogo |
| 39 | Svizzera (bandiera)       | D     | Léo Seydoux         |
| 40 | Svizzera (bandiera)       | P     | Dario Marzino       |
| 43 | Svizzera (bandiera)       | D     | Kevin Mbabu         |
| 51 | Svizzera (bandiera)       | D     | Esteban Petignat    |
| 99 | Francia (bandiera)        | A     | Guillaume Hoarau    |

## Organigramma societario
Area tecnica
- Allenatore: Adi Hütter
- Allenatore in seconda: Harry Gämperle, Christian Peintinger
- Preparatore dei portieri: Stefan Knutti
- Preparatori atletici: Stephan Flückiger

## Calciomercato

### Sessione estiva
| Acquisti | Acquisti            | Acquisti            | Acquisti |
| R.       | Nome                | da                  | Modalità |
| -------- | ------------------- | ------------------- | -------- |
| C        | Pedro Teixeira      | Neuchâtel Xamax     |          |
| C        | Moumi Ngamaleu      | Altach              |          |
| A        | Jean-Pierre Nsame   | Servette            |          |
| D        | Marco Bürki         | Thun                |          |
| C        | Christian Fassnacht | Thun                |          |
| D        | Jordan Lotomba      | Losanna             |          |
| C        | Djibril Sow         | Borussia M'gladbach |          |
| P        | David von Ballmoos  | Winterthur          |          |

| Cessioni | Cessioni          | Cessioni            | Cessioni |
| R.       | Nome              | a                   | Modalità |
| -------- | ----------------- | ------------------- | -------- |
| C        | Yoric Ravet       | Friburgo            |          |
| A        | Alexander Gerndt  | Lugano              |          |
| D        | Elia Alessandrini | Thun                |          |
| A        | Michael Frey      | Zurigo              |          |
| C        | Milan Gajić       | Vaduz               |          |
| D        | Jan Lecjaks       | Dinamo Zagabria     |          |
| P        | Yvon Mvogo        | RB Lipsia           |          |
| D        | Linus Obexer      | Neuchâtel Xamax     |          |
| D        | Alain Rochat      | Losanna             |          |
| C        | Denis Zakaria     | Borussia M'gladbach |          |

### Sessione invernale
| Acquisti | Acquisti            | Acquisti | Acquisti |
| R.       | Nome                | da       | Modalità |
| -------- | ------------------- | -------- | -------- |
| P        | Alexandre Letellier | Angers   |          |

| Cessioni | Cessioni       | Cessioni | Cessioni |
| R.       | Nome           | a        | Modalità |
| -------- | -------------- | -------- | -------- |
| A        | Taulant Seferi | Wohlen   |          |
| D        | Sven Joss      | Thun     |          |

## Risultati

### Super League

#### Prima fase, girone di andata
| Arbitro: | Klossner |

|                         |           |  |
| Ravet 58’ Sulejmani 80’ | Marcatori |  |

| Arbitro: | Schnyder |

|  |           |                                                 |
|  | Marcatori | 15’, 74’ Fassnacht 64’ (aut.) Vilotić 72’ Nsame |

| Arbitro: | Jaccottet |

|                                    |           |  |
| Bertone 16’, 22’ Hoarau 67’ (rig.) | Marcatori |  |

| Arbitro: | Amhof |

|  |           |                                         |
|  | Marcatori | 12’ Lauper 24’ Gelmi 43’, 69’ Spielmann |

| Zurigo 19 agosto 2017, ore 19:00 CEST 5ª giornata | Zurigo   | 0 – 0 referto | Young Boys | Stadio Letzigrund (15 123 spett.)\| Arbitro: \| Klossner \| |
| Arbitro:                                          | Klossner |               |            |                                                             |

| Arbitro: | Schärer |

|                  |           |                    |
| Aratore 37’, 46’ | Marcatori | 25’ Nsame 90’ Nuhu |

| Arbitro: | San |

|                           |           |  |
| Nsame 43’, 70’ Assalé 66’ | Marcatori |  |

| Arbitro: | Jaccottet |

|                                                 |           |            |
| Assalé 34’ Nsame 45’ Fassnacht 78’ Ngamaleu 87’ | Marcatori | 38’ Schmid |

| Arbitro: | Hänni |

|  |           |            |
|  | Marcatori | 47’ Assalé |

#### Prima fase, girone di ritorno
| Arbitro: | San |

|                                                           |           |                    |
| Assalé 3’, 55’ Mbabu 47’ Nsame 61’ Nuhu 71’ Fassnacht 76’ | Marcatori | 53’ (rig.) Aleksić |

| Arbitro: | Fähndrich |

|                          |           |               |
| Margiotta 40’ Zárate 90’ | Marcatori | 67’ Fassnacht |

| Arbitro: | Erlachner |

|  |           |               |
|  | Marcatori | 42’ Sulejmani |

| Arbitro: | Jaccottet |

|                                                     |           |            |
| Sulejmani 10’, 60’ (rig.) Assalé 19’ Nsame 44’, 82’ | Marcatori | 36’ Kasami |

| Arbitro: | Schärer |

|         |           |           |
| Dié 57’ | Marcatori | 79’ Nsame |

| Arbitro: | Jaccottet |

|                                 |           |                  |
| Sulejmani 36’ (rig.) Assalé 84’ | Marcatori | 34’ (aut.) Nsame |

| Arbitro: | Erlachner |

|              |           |                          |
| Rouiller 90’ | Marcatori | 83’ Sulejmani 85’ Schick |

| Arbitro: | Amhof |

|                                 |           |               |
| Glarner 37’ Sorgić 73’ Rapp 90’ | Marcatori | 75’ Sulejmani |

| Arbitro: | Bieri |

|           |           |             |
| Mbabu 59’ | Marcatori | 35’ Sukacev |

#### Seconda fase, girone di andata
| Arbitro: | San |

|                               |           |                                          |
| Kutesa 51’ Ziegler 73’ (rig.) | Marcatori | 33’, 66’ Sanogo 37’ Assalé 48’ Sulejmani |

| Arbitro: | San |

|                          |           |  |
| Hoarau 28’ Sulejmani 47’ | Marcatori |  |

| Arbitro: | Erlachner |

|            |           |                                                   |
| Zeqiri 73’ | Marcatori | 31’ Sulejmani 41’ (rig.), 66’ Hoarau 90’ Ngamaleu |

| Arbitro: | San |

|                            |           |             |
| Hoarau 23’, 69’ Assalé 30’ | Marcatori | 68’ Hediger |

| Arbitro: | Hänni |

|            |           |  |
| Hoarau 46’ | Marcatori |  |

| Arbitro: | Fähndrich |

|                      |           |                                             |
| Bottani 5’ Janko 86’ | Marcatori | 10’ Nsame 30’ Assalé 78’ Schick 90’ Bertone |

| Arbitro: | Erlachner |

|                                      |           |           |
| Assalé 27’ Hoarau 67’ (rig.) Sow 79’ | Marcatori | 32’ Kodro |

| Arbitro: | San |

|                      |           |                              |
| Rodríguez 65’ (rig.) | Marcatori | 61’ Assalé 67’ (rig.) Hoarau |

| Arbitro: | Schneider |

|                          |           |                     |
| Hoarau 24’ Fassnacht 56’ | Marcatori | 39’ Xhaka 47’ Suchý |

#### Seconda fase, girone di ritorno
| Arbitro: | Erlachner |

|                          |           |                                                |
| Tschernegg 33’ Buess 42’ | Marcatori | 12’ Benito 45’ Sulejmani 49’ Hoarau 54’ Sanogo |

| Arbitro: | Schärer |

|            |           |  |
| Sanogo 70’ | Marcatori |  |

| Arbitro: | Schnyder |

|                                |           |                         |
| Spielmann 58’ (rig.) Gelmi 61’ | Marcatori | 27’ Nsame 82’ Fassnacht |

| Arbitro: | Tschudi |

|                                    |           |          |
| Hoarau 10’, 38’ Fassnacht 18’, 90’ | Marcatori | 60’ Rapp |

| Arbitro: | Klossner |

|                             |           |               |
| Hoarau 52’ (rig.) Nsame 89’ | Marcatori | 47’ Schneuwly |

| Arbitro: | Hänni |

|  |           |                   |
|  | Marcatori | 51’ (aut.) Bamert |

| Arbitro: | Schnyder |

|                                                     |           |               |
| Elyounoussi 2’ Ajeti 26’, 79’ Zuffi 54’ Oberlin 87’ | Marcatori | 89’ Fassnacht |

| Arbitro: | Tschudi |

|                                    |           |             |
| Ngamaleu 14’ Hoarau 55’ Sanogo 74’ | Marcatori | 5’ Krasniqi |

| Arbitro: | Schärer |

|           |           |                         |
| Kodro 62’ | Marcatori | 80’ Nsame 90’ Fassnacht |

### Coppa Svizzera
| Arbitro: | Bieri |

|  |           |                               |
|  | Marcatori | 23’ Nuhu 54’ Schick 90’ Nsame |

| Arbitro: | Klossner |

|  |           |                                         |
|  | Marcatori | 14’ Nsame 29’ Fassnacht 54’, 76’ Assalé |

| Arbitro: | Bieri |

|  |           |                                       |
|  | Marcatori | 72’ Sulejmani 80’ Assalé 83’ Ngamaleu |

| Arbitro: | Klossner |

|                 |           |            |
| Assalé 12’, 63’ | Marcatori | 87’ Haggui |

| Arbitro: | Klossner |

|                                    |           |  |
| Hoarau 55’ (rig.) Suchý 64’ (aut.) | Marcatori |  |

| Arbitro: | Jaccottet |

|                         |           |               |
| Frey 11’ Marchesano 74’ | Marcatori | 80’ Sulejmani |

### Champions League

#### Fase di qualificazione
| Arbitro: | Ekberg |

|                                       |           |               |
| Jarmolenko 15’ Mbokani 34’ Harmaš 90’ | Marcatori | 90’ Fassnacht |

| Arbitro: | Gil |

|                               |           |  |
| Hoarau 13’ (rig.) Lotomba 89’ | Marcatori |  |

| Arbitro: | Borbalán |

|  |           |                 |
|  | Marcatori | 90’ (aut.) Nuhu |

| Arbitro: | Sidiropoulos |

|                           |           |  |
| Ščennikov 45’ Dzagoev 65’ | Marcatori |  |

### Europa League

#### Fase a gironi
| Arbitro: | Kovács |

|               |           |              |
| Fassnacht 14’ | Marcatori | 11’ Janković |

| Arbitro: | Blom |

|          |           |            |
| Sowe 65’ | Marcatori | 72’ Assalé |

| Arbitro: | Gestranius |

|                          |           |                 |
| Mbokani 34’ Morozjuk 49’ | Marcatori | 17’, 40’ Assalé |

| Arbitro: | Chapron |

|  |           |                 |
|  | Marcatori | 70’ Bujal's'kij |

| Arbitro: | Bognár |

|                          |           |              |
| Tawamba 12’ Ožegović 53’ | Marcatori | 25’ Ngamaleu |

| Arbitro: | Evans |

|                       |           |             |
| Hoarau 55’ Assalé 90’ | Marcatori | 51’ Gavazaj |

## Statistiche

### Statistiche di squadra
| Competizione     | Punti | In casa | In casa | In casa | In casa | In casa | In casa | In trasferta | In trasferta | In trasferta | In trasferta | In trasferta | In trasferta | Totale | Totale | Totale | Totale | Totale | Totale | DR  |
| Competizione     | Punti | G       | V       | N       | P       | Gf      | Gs      | G            | V            | N            | P            | Gf           | Gs           | G      | V      | N      | P      | Gf     | Gs     | DR  |
| ---------------- | ----- | ------- | ------- | ------- | ------- | ------- | ------- | ------------ | ------------ | ------------ | ------------ | ------------ | ------------ | ------ | ------ | ------ | ------ | ------ | ------ | --- |
| Super League     | 84    | 18      | 15      | 2       | 1       | 47      | 16      | 18           | 11           | 4            | 3            | 37           | 25           | 36     | 26     | 6      | 4      | 84     | 41     | +43 |
| Coppa Svizzera   | -     | 2       | 2       | 0       | 0       | 4       | 1       | 4            | 3            | 0            | 1            | 11           | 2            | 6      | 5      | 0      | 1      | 15     | 3      | +12 |
| Champions League | -     | 2       | 1       | 0       | 1       | 2       | 1       | 2            | 0            | 0            | 2            | 1            | 5            | 4      | 1      | 0      | 3      | 3      | 6      | -3  |
| Europa League    | -     | 3       | 1       | 1       | 1       | 3       | 3       | 3            | 0            | 2            | 1            | 4            | 5            | 6      | 1      | 3      | 2      | 7      | 8      | -1  |
| Totale           | 84    | 25      | 19      | 3       | 3       | 56      | 21      | 27           | 14           | 6            | 7            | 53           | 37           | 52     | 33     | 9      | 10     | 109    | 58     | +51 |

### Andamento in campionato
| Giornata  | 1 | 2 | 3 | 4 | 5 | 6 | 7 | 8 | 9 | 10 | 11 | 12 | 13 | 14 | 15 | 16 | 17 | 18 | 19 | 20 | 21 | 22 | 23 | 24 | 25 | 26 | 27 | 28 | 29 | 30 | 31 | 32 | 33 | 34 | 35 | 36 |
| --------- | - | - | - | - | - | - | - | - | - | -- | -- | -- | -- | -- | -- | -- | -- | -- | -- | -- | -- | -- | -- | -- | -- | -- | -- | -- | -- | -- | -- | -- | -- | -- | -- | -- |
| Luogo     | C | T | C | C | T | T | C | C | T | C  | T  | T  | C  | T  | C  | T  | T  | C  | T  | C  | T  | C  | C  | T  | C  | T  | C  | T  | C  | T  | C  | C  | T  | T  | C  | T  |
| Risultato | V | V | V | P | N | N | V | V | V | V  | P  | V  | V  | N  | V  | V  | P  | N  | V  | V  | V  | V  | V  | V  | V  | V  | N  | V  | V  | N  | V  | V  | V  | P  | V  | V  |
| Posizione | 1 | 1 | 1 | 2 | 2 | 2 | 1 | 1 | 1 | 1  | 1  | 1  | 1  | 1  | 1  | 1  | 1  | 1  | 1  | 1  | 1  | 1  | 1  | 1  | 1  | 1  | 1  | 1  | 1  | 1  | 1  | 1  | 1  | 1  | 1  | 1  |

Legenda:

Luogo: C = Casa; T = Trasferta. Risultato: V = Vittoria; N = Pareggio; P = Sconfitta.

### Statistiche dei giocatori
| Giocatore       | Super League | Super League | Super League | Super League | Coppa Svizzera | Coppa Svizzera | Coppa Svizzera | Coppa Svizzera | Champions League Qual. | Champions League Qual. | Champions League Qual. | Champions League Qual. | Europa League | Europa League | Europa League | Europa League | Totale   | Totale | Totale      | Totale     |
| Giocatore       | Presenze     | Reti         | Ammonizioni  | Espulsioni   | Presenze       | Reti           | Ammonizioni    | Espulsioni     | Presenze               | Reti                   | Ammonizioni            | Espulsioni             | Presenze      | Reti          | Ammonizioni   | Espulsioni    | Presenze | Reti   | Ammonizioni | Espulsioni |
| --------------- | ------------ | ------------ | ------------ | ------------ | -------------- | -------------- | -------------- | -------------- | ---------------------- | ---------------------- | ---------------------- | ---------------------- | ------------- | ------------- | ------------- | ------------- | -------- | ------ | ----------- | ---------- |
| M. Aebischer    | 19           | 0            | 4            | 0            | 4              | 0              | 0              | 0              | 1                      | 0                      | 0                      | 0                      | 5             | 0             | 1             | 0             | 29       | 0      | 5           | 0          |
| R. Assalé       | 34           | 12           | 6            | 0            | 5              | 5              | 0              | 0              | 4                      | 0                      | 1                      | 0                      | 6             | 4             | 2             | 0             | 49       | 21     | 9           | 0          |
| L. Benito       | 23           | 1            | 5            | 0            | 3              | 0              | 0              | 0              | 4                      | 0                      | 0                      | 0                      | 1             | 0             | 0             | 0             | 31       | 1      | 5           | 0          |
| L. Bertone      | 22           | 3            | 5            | 0            | 3              | 0              | 0              | 0              | 3                      | 0                      | 1                      | 0                      | 1             | 0             | 0             | 0             | 29       | 3      | 6           | 0          |
| M. Bürki        | 4            | 0            | 0            | 0            | 2              | 0              | 0              | 0              | 0                      | 0                      | 0                      | 0                      | 2             | 0             | 0             | 0             | 8        | 0      | 0           | 0          |
| C. Fassnacht    | 34           | 11           | 3            | 0            | 6              | 1              | 0              | 0              | 4                      | 1                      | 0                      | 0                      | 5             | 1             | 2             | 0             | 49       | 14     | 5           | 0          |
| G. Hoarau       | 25           | 15           | 1            | 0            | 4              | 1              | 0              | 0              | 3                      | 1                      | 1                      | 0                      | 2             | 1             | 1             | 0             | 34       | 18     | 3           | 0          |
| S. Joss         | 1            | 0            | 0            | 0            | 3              | 0              | 1              | 0              | 0                      | 0                      | 0                      | 0                      | 2             | 0             | 1             | 0             | 6        | 0      | 2           | 0          |
| A. Letellier    | 1            | 0            | 0            | 0            | 0              | 0              | 0              | 0              | 0                      | 0                      | 0                      | 0                      | 0             | 0             | 0             | 0             | 1        | 0      | 0           | 0          |
| J. Lotomba      | 22           | 0            | 1            | 0            | 5              | 0              | 0              | 0              | 3                      | 1                      | 0                      | 0                      | 3             | 0             | 0             | 0             | 33       | 1      | 1           | 0          |
| D. Marzino      | 0            | 0            | 0            | 0            | 0              | 0              | 0              | 0              | 0                      | 0                      | 0                      | 0                      | 0             | 0             | 0             | 0             | 0        | 0      | 0           | 0          |
| K. Mbabu        | 32           | 2            | 7            | 0            | 2              | 0              | 2              | 0              | 4                      | 0                      | 1                      | 0                      | 6             | 0             | 1             | 0             | 44       | 2      | 11          | 0          |
| M. Ngamaleu     | 27           | 3            | 1            | 0            | 5              | 1              | 0              | 0              | 0                      | 0                      | 0                      | 0                      | 6             | 1             | 1             | 0             | 38       | 5      | 2           | 0          |
| J. Nsame        | 31           | 13           | 3            | 0            | 5              | 2              | 0              | 0              | 3                      | 0                      | 0                      | 0                      | 6             | 0             | 0             | 0             | 45       | 15     | 3           | 0          |
| K. Nuhu         | 32           | 2            | 10           | 0            | 5              | 1              | 2              | 0              | 4                      | 0                      | 2                      | 0                      | 4             | 0             | 0             | 0             | 45       | 3      | 14          | 0          |
| E. Petignat     | 0            | 0            | 0            | 0            | 0              | 0              | 0              | 0              | 0                      | 0                      | 0                      | 0                      | 0             | 0             | 0             | 0             | 0        | 0      | 0           | 0          |
| Y. Ravet        | 4            | 1            | 1            | 0            | 0              | 0              | 0              | 0              | 4                      | 0                      | 0                      | 0                      | 0             | 0             | 0             | 0             | 8        | 1      | 1           | 0          |
| S. Sanogo       | 27           | 5            | 12           | 0            | 3              | 0              | 1              | 0              | 4                      | 0                      | 1                      | 0                      | 3             | 0             | 0             | 1             | 37       | 5      | 14          | 1          |
| T. Schick       | 23           | 2            | 1            | 0            | 5              | 1              | 3              | 0              | 0                      | 0                      | 0                      | 0                      | 5             | 0             | 1             | 0             | 33       | 3      | 5           | 0          |
| T. Seferi       | 0            | 0            | 0            | 0            | 0              | 0              | 0              | 0              | 0                      | 0                      | 0                      | 0                      | 0             | 0             | 0             | 0             | 0        | 0      | 0           | 0          |
| L. Seydoux      | 0            | 0            | 0            | 0            | 0              | 0              | 0              | 0              | 0                      | 0                      | 0                      | 0                      | 0             | 0             | 0             | 0             | 0        | 0      | 0           | 0          |
| D. Sow          | 27           | 1            | 3            | 0            | 5              | 0              | 0              | 0              | 2                      | 0                      | 0                      | 0                      | 4             | 0             | 1             | 0             | 38       | 1      | 4           | 0          |
| M. Sulejmani    | 32           | 11           | 1            | 0            | 4              | 2              | 1              | 0              | 3                      | 0                      | 0                      | 0                      | 5             | 0             | 0             | 0             | 44       | 13     | 2           | 0          |
| P. Teixeira     | 0            | 0            | 0            | 0            | 1              | 0              | 0              | 0              | 0                      | 0                      | 0                      | 0                      | 1             | 0             | 0             | 0             | 2        | 0      | 0           | 0          |
| M. Wölfli       | 19           | 0            | 2            | 0            | 2              | 0              | 0              | 0              | 1                      | 0                      | 0                      | 0                      | 1             | 0             | 0             | 0             | 23       | 0      | 2           | 0          |
| G. Wüthrich     | 8            | 0            | 0            | 0            | 2              | 0              | 0              | 0              | 0                      | 0                      | 0                      | 0                      | 3             | 0             | 0             | 0             | 13       | 0      | 0           | 0          |
| D. von Ballmoos | 17           | 0            | 1            | 0            | 4              | 0              | 0              | 0              | 3                      | 0                      | 0                      | 0                      | 5             | 0             | 0             | 0             | 29       | 0      | 1           | 0          |
| S. von Bergen   | 34           | 0            | 6            | 0            | 5              | 0              | 1              | 0              | 4                      | 0                      | 2                      | 0                      | 4             | 0             | 0             | 0             | 47       | 0      | 9           | 0          |